# Ekonomiåret 1952

## Bildade företag
- 27 december - All Nippon Airways, japanskt flygbolag.[1]

## Avlidna
- 2 september - Joseph Avenol, 72, fransk ekonom och f.d. generalsekreterare i FN.